# Naurathssiepen
Naurathssiepen, im 19. Jahrhundert Siepen genannt, ist eine Hofschaft in der bergischen Großstadt Wuppertal. 

## Lage und Beschreibung
Die Hofschaft liegt im Nordwesten der Stadt auf 209 m ü. NHN in der Mitte des Wohnquartiers Eckbusch des Stadtbezirks Uellendahl-Katernberg nahe der Stadtgrenze zu Wülfrath. 
Benachbarte Wohnplätze und Ortschaften sind neben Eckbusch, Hugenbruch, Zum Löh, Melandersbruch, Wüstenhof, Obenaprath, Klotzbahn, Ringelbusch, Theisbruch und Hixter.

## Etymologie und Geschichte
Siepen ist eine regional häufige Bezeichnung für ein kleines Kerbtal.
Auf der Topographia Ducatus Montani des Erich Philipp Ploennies aus dem Jahre 1715 ist der Hof als Siepen eingezeichnet. Der Ort ist auf der Topographischen Aufnahme der Rheinlande von 1824 als Siepen und auf der Preußischen Uraufnahme von 1843 als im Siepen eingezeichnet. Auf Messtischblättern trägt der Ort im Laufe des 20. Jahrhunderts den Namen Siepen und ab der zweiten Hälfte Naurathssiepen.
Im 19. Jahrhundert gehörte Naurathssiepen weiterhin zu der Honschaft Oberdüssel in der Bürgermeisterei Wülfrath. Damit gehörte es von 1816 bis 1861 zum Kreis Elberfeld und ab 1861 zum alten Kreis Mettmann. 
1815/16 werden für den Bereich um Naurathssiepen (also nicht für den Hof alleine) 51 Einwohner gezählt. Der laut der Statistik und Topographie des Regierungsbezirks Düsseldorf 1832 als Ackergut kategorisierte Ortsbereich wurde als am Siepen bezeichnet und besaß zu dieser Zeit sieben Wohnhäuser und 15 landwirtschaftliche Gebäude. Zu dieser Zeit lebten 74 Einwohner im Ort, davon zwölf katholischen und 62 evangelischen Glaubens.
1888 lebten in Naurathssiepen zwölf Einwohner in einem Wohnhaus. Zu dieser Zeit wurde der Ort Siepen genannt.
Mit der Kommunalreform von 1929 wurde der östliche Teil der Gemarkung Oberdüssel um Naurathssiepen von Wülfrath abgespalten und in die neu gegründete Stadt Wuppertal eingemeindet.